# Ralf Plötner
Ralf Plötner (* 1983 in Altenburg) ist ein deutscher Politiker (Die Linke). Er war von 2019 bis 2024 Mitglied des Thüringer Landtags. Seit 2025 ist er Co-Landesvorsitzender von Die Linke Thüringen.
Ralf Plötner absolvierte eine Ausbildung zum Gesundheits- und Krankenpfleger und ein Studium der Politikwissenschaft mit Bachelorabschluss. 
Plötner trat 2007 der Partei Die Linke bei und ist dort seit 2018 Kreisvorsitzender im Kreis Altenburger Land. Seit 2009 hat er ein Mandat im dortigen Kreistag, seit 2014 als Fraktionsvorsitzender. Bei der Landtagswahl in Thüringen 2019 erhielt er ein Mandat über die Landesliste seiner Partei. Bei der Landtagswahl 2024 verfehlte er den Wiedereinzug in den Landtag. Am 14. Juni 2025 wurde er gemeinsam mit Katja Maurer zum Landesvorsitzenden der Thüringer Linken gewählt.